# Даймонд-Сіті (Арканзас)
Даймонд-Сіті (англ. Diamond City) — місто (англ. city) в США, в окрузі Бун штату Арканзас. Населення — 757 осіб (2020).

## Географія
Даймонд-Сіті розташований на висоті 245 метрів над рівнем моря за координатами 36°27′30″ пн. ш. 92°54′46″ зх. д. / 36.45833° пн. ш. 92.91278° зх. д. (36.458421, -92.912750). За даними Бюро перепису населення США в 2010 році місто мало площу 6,95 км², уся площа — суходіл. В 2017 році площа становила 7,30 км², з яких 7,30 км² — суходіл та 0,00 км² — водойми.

## Демографія
Згідно з переписом 2010 року, у місті мешкали 782 особи в 375 домогосподарствах у складі 232 родин. Густота населення становила 113 особи/км². Було 553 помешкання (80/км²).
Расовий склад населення:
| - 96,5 % — білих - 1,2 % — корінних американців - 0,1 % — чорних або афроамериканців - 0,1 % — азіатів |

До двох чи більше рас належало 1,9 %. Іспаномовні складали 2,2 % від усіх жителів.
За віковим діапазоном населення розподілялося таким чином: 16,8 % — особи молодші 18 років, 52,9 % — особи у віці 18—64 років, 30,3 % — особи у віці 65 років та старші. Медіана віку мешканця становила 51,7 року. На 100 осіб жіночої статі у місті припадало 95,5 чоловіків; на 100 жінок у віці від 18 років та старших — 94,9 чоловіків також старших 18 років.
Середній дохід на одне домашнє господарство становив 35 823 долари США (медіана — 28 438), а середній дохід на одну сім'ю — 43 888 доларів (медіана — 34 904). За межею бідності перебувало 26,0 % осіб, у тому числі 38,0 % дітей у віці до 18 років та 7,7 % осіб у віці 65 років та старших.
Цивільне працевлаштоване населення становило 265 осіб. Основні галузі зайнятості: освіта, охорона здоров'я та соціальна допомога — 21,5 %, мистецтво, розваги та відпочинок — 15,1 %, будівництво — 13,2 %, виробництво — 12,1 %.
За даними перепису населення 2000 року в Даймонд-Сіті мешкало 730 осіб, 235 сімей, налічувалося 346 домашніх господарств і 547 житлових будинків. Середня густота населення становила близько 106 осіб на один квадратний кілометр. Расовий склад Даймонд-Сіті за даними перепису розподілився таким чином: 96,71 % білих, 0,55 % — корінних американців, 2,74 % — представників змішаних рас.
Іспаномовні склали 1,37 % від усіх жителів міста.
З 346 домашніх господарств в 13,9 % — виховували дітей у віці до 18 років, 63,3 % представляли собою подружні пари, які спільно проживали, в 3,8 % сімей жінки проживали без чоловіків, 31,8 % не мали сімей. 28,9 % від загального числа сімей на момент перепису жили самостійно, при цьому 17,1 % склали самотні літні люди у віці 65 років та старше. Середній розмір домашнього господарства склав 2,11 особи, а середній розмір родини — 2,55 особи.
Населення міста за віковим діапазоном за даними перепису 2000 року розподілилося таким чином: 15,3 % — жителі молодше 18 років, 4,0 % — між 18 і 24 роками, 19,2 % — від 25 до 44 років, 32,2 % — від 45 до 64 років і 29,3 % — у віці 65 років та старше. Середній вік мешканця склав 54 роки. На кожні 100 жінок в Даймонд-Сіті припадало 101,7 чоловіків, у віці від 18 років та старше — 100,6 чоловіків також старше 18 років.
Середній дохід на одне домашнє господарство в місті склав 23 704 долара США, а середній дохід на одну сім'ю — 27 946 доларів. При цьому чоловіки мали середній дохід в 24 659 доларів США на рік проти 17 708 доларів середньорічного доходу у жінок. Дохід на душу населення в місті склав 13 968 доларів на рік. 16,2 % від усього числа сімей в окрузі і 18,8 % від усієї чисельності населення перебувало на момент перепису населення за межею бідності, при цьому 35,0 % з них були молодші 18 років і 7,2 % — у віці 65 років та старше.